# Blanca Manchón
Blanca María Manchón Domínguez (Sevilla, 6 de marzo de 1987) es una deportista española que compite en vela en las clases Mistral y RS:X. Ha sido dos veces campeona mundial: 2005 en la clase Mistral y 2010 en RS:X.

## Trayectoria
Ganó dos medallas en el Campeonato Mundial de RS:X, oro en 2010 y plata en 2009, y cuatro medallas en el Campeonato Europeo de RS:X entre los años 2006 y 2013. También obtuvo una medalla de oro en el Campeonato Mundial de Mistral de 2005 y dos medallas en el Campeonato Europeo de Mistral, oro en 2005 y plata en 2004.
Participó en dos Juegos Olímpicos de Verano, ocupando el octavo lugar en Atenas 2004 (clase Mistral) y el undécimo en Tokio 2020 (clase RS:X).
En 2005 recibió el Premio Nacional del Deporte Infanta de España Doña Cristina. En 2010 fue nombrada Regatista Mundial del Año por la Federación Internacional de Vela; siendo la segunda española que recibió esta distinción, tras la nominación de Theresa Zabell en 1994. En 2011 fue galardonada con la medalla de plata de la Real Orden del Mérito Deportivo.
Aparte de su carrera deportiva, participó en 2023 en el programa de telerrealidad Traitors España de la plataforma HBO Max y en 2024 en el concurso Supervivientes de Telecinco.

## Palmarés internacional
| Campeonato Mundial | Campeonato Mundial | Campeonato Mundial | Campeonato Mundial |
| Año                | Lugar              | Medalla            | Clase              |
| ------------------ | ------------------ | ------------------ | ------------------ |
| 2005               | Palermo (Italia)   | Medalla de oro     | Mistral            |
| Campeonato Europeo |                    |                    |                    |
| Año                | Lugar              | Medalla            | Clase              |
| 2004               | Sopot (Polonia)    | Medalla de plata   | Mistral            |
| 2005               | Palermo (Italia)   | Medalla de oro     | Mistral            |

| Campeonato Mundial | Campeonato Mundial     | Campeonato Mundial | Campeonato Mundial |
| Año                | Lugar                  | Medalla            | Clase              |
| ------------------ | ---------------------- | ------------------ | ------------------ |
| 2009               | Weymouth (Reino Unido) | Medalla de plata   | RS:X               |
| 2010               | Kerteminde (Dinamarca) | Medalla de oro     | RS:X               |
| Campeonato Europeo |                        |                    |                    |
| Año                | Lugar                  | Medalla            | Clase              |
| 2006               | Alaçatı (Turquía)      | Medalla de oro     | RS:X               |
| 2007               | Limassol (Chipre)      | Medalla de bronce  | RS:X               |
| 2009               | Tel-Aviv (Israel)      | Medalla de plata   | RS:X               |
| 2013               | Brest (Francia)        | Medalla de bronce  | RS:X               |